# 三峰山 (意大利)
三峰山（意大利语：Tre Cime di Lavaredo；發音：[ˌtre tˈtʃiːme di lavaˈreːdo]；德语：Drei Zinnen (發音：[ˌdʁaɪ ˈtsɪnən] ⓘ）是意大利东北部塞克斯特訥多洛米蒂山脈三个独特的垛口状山峰。 它们可能是阿尔卑斯山最著名的群峰之一。从东到西，三峰分别是：
- 小峰（Cima Piccola / Kleine Zinne）
- 大峰（Cima Grande / Große Zinne）
- 西峰（Cima Ovest / Westliche Zinne）

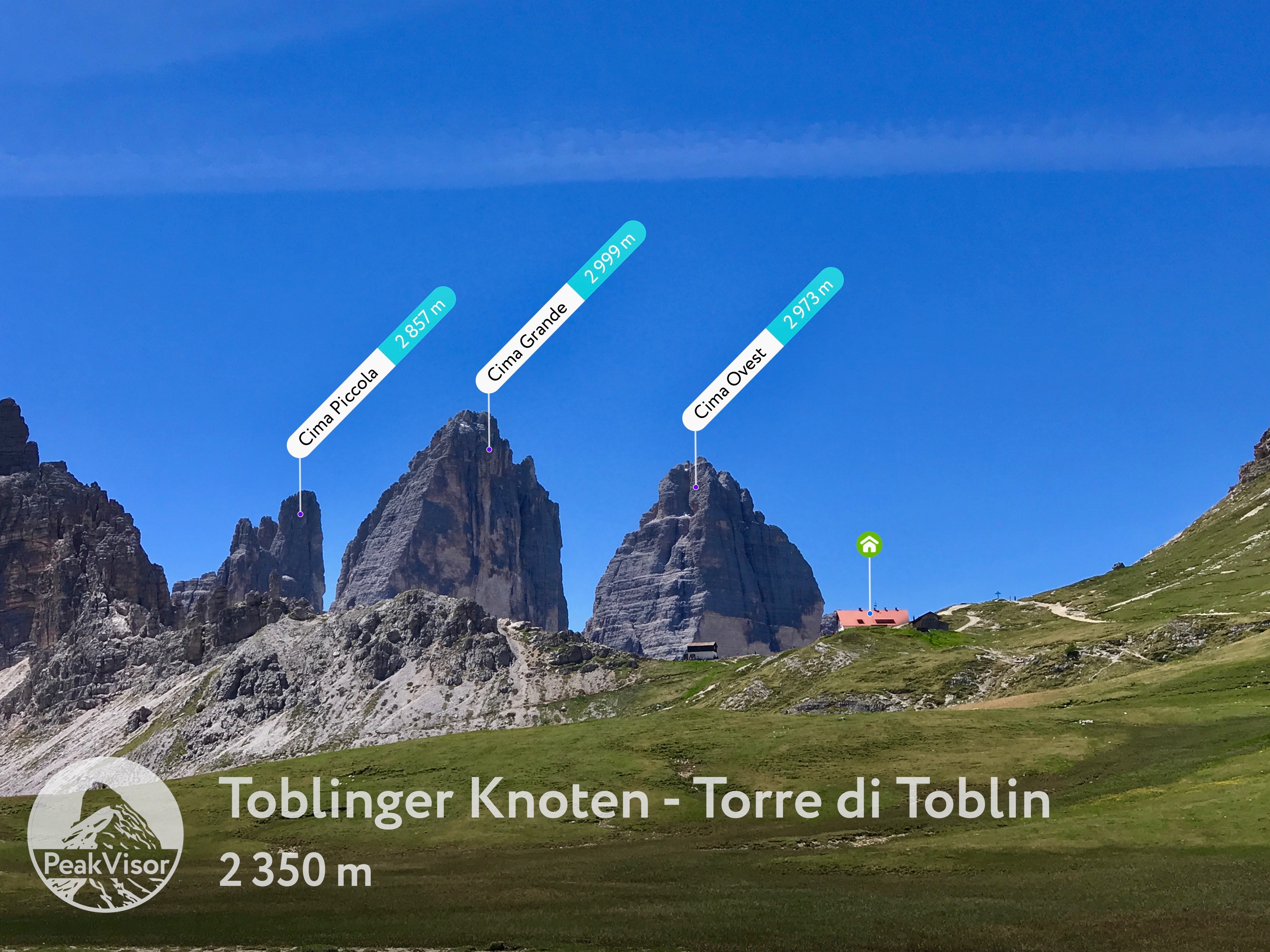

在1919年以前，三峰山曾是意大利与奥地利边境的一部分，现在则是意大利博尔扎诺-上阿迪杰自治省与贝卢诺省之间的边界，以及德语区与意大利语区的边界。大峰海拔2,999（9,839英尺），小峰2,857（9,373英尺），西峰2,973（9,754英尺）。

## 第一次登顶
1869年8月21日，保罗·格罗曼与向导弗朗茨·内霍夫勒和彼得·萨尔彻第一次登上大峰。整整十年后，1879年8月21日，米歇尔·内霍夫勒与与游客G.普洛纳登上西峰。1881年7月25日，米歇尔和汉斯·内科弗勒登上小峰。这三条路线仍然是正常的登山路线，但是登上小峰的路线是三条路线中最难的。1933年，埃米利奥·柯米奇等三人第一次从北坡爬上大峰，花费了三天两夜。

## 旅游
三峰山自然公园以这些著名的山峰命名。游客中心提供有关塞克斯特訥多洛米蒂山脈的小径、自然和人造景观的信息，坐落在原多比亚科大酒店。
许多标记良好的步道通往周围的社区以及环绕山峰。最常见的路线是，从帕特诺山（意大利语：Monte Paterno；德语：Paternkofel）到奥龙佐高山小屋（2333米），经过帕滕山口（Paternsattel）到洛切利高山小屋（Locatelli alpine hut，2405米），然后到达三峰山。
附近的市镇包括奥龙佐迪卡多雷(威尼托大区贝卢诺省）、多比亚科、塞斯托(特伦蒂诺-上阿迪杰大区博尔扎诺-上阿迪杰自治省）。

## 历史

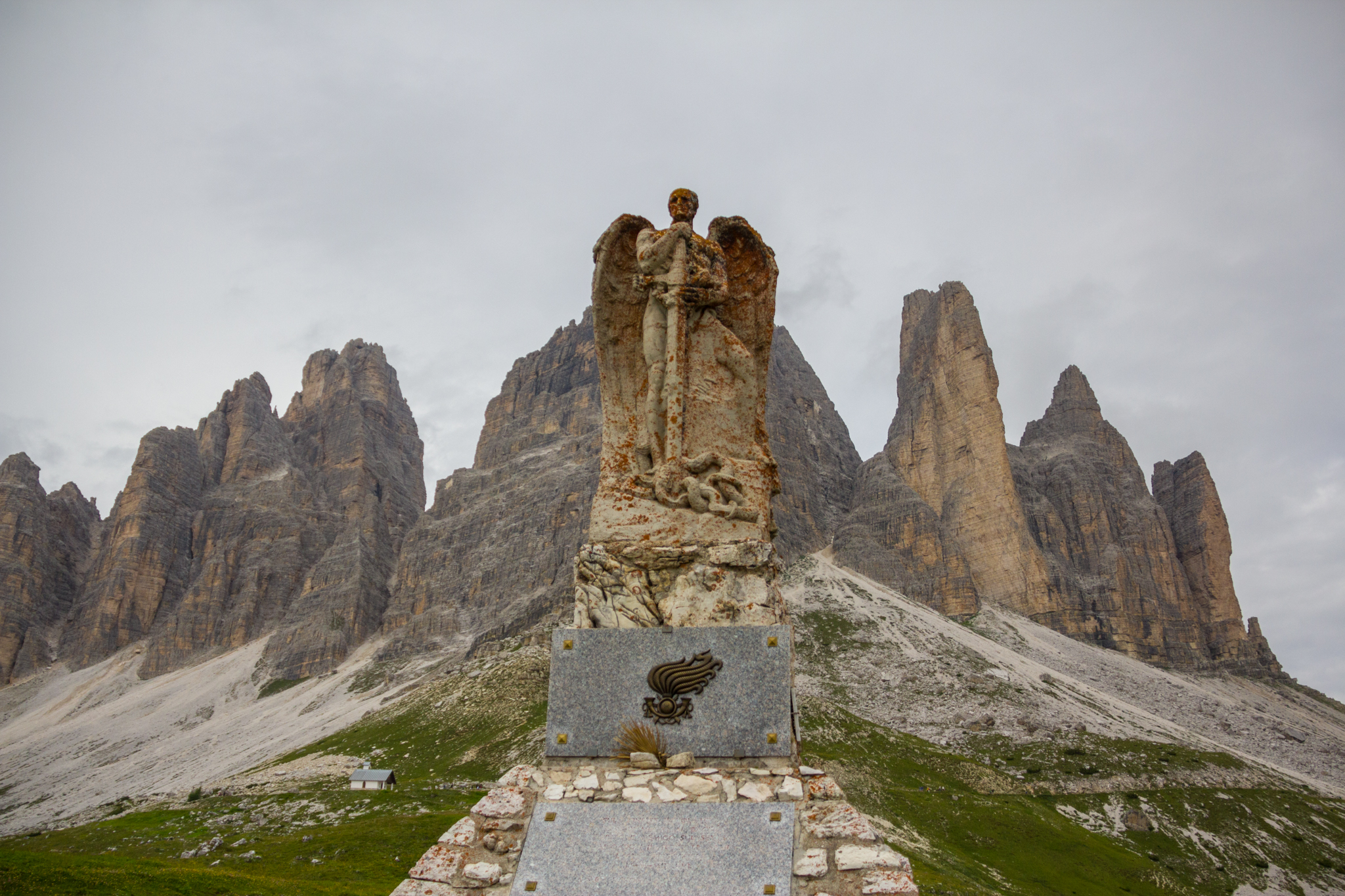
三峰山神枪手纪念碑

由于第一次世界大战期间意大利和奥地利之间的前线穿过三峰山，该地区有许多防御工事、战壕、隧道、铁梯和纪念牌。

## 电影
好几部电影都是在三峰山拍摄，包括西恩·派翠克·福納瑞主演的《少年印第安那瓊斯年譜》。最近，在2017年5月，据报道《星際大戰外傳：韓索羅》也是在三峰山拍摄。